# Adenocline acuta
Adenocline acuta là một loài thực vật có hoa trong họ Đại kích. Loài này được (Thunb.) Baill. mô tả khoa học đầu tiên năm 1858.